# Пушкинистика
Пушкини́стика (реже пушкиноведение; в конце XIX — начале XX в. также пушкинизм, пушкинианство) — раздел литературоведения и истории литературы, посвящённый творчеству и биографии А. С. Пушкина. Исследователи жизни и творчества Пушкина называются пушкинистами (пушкиноведами).

## Начало пушкинистики

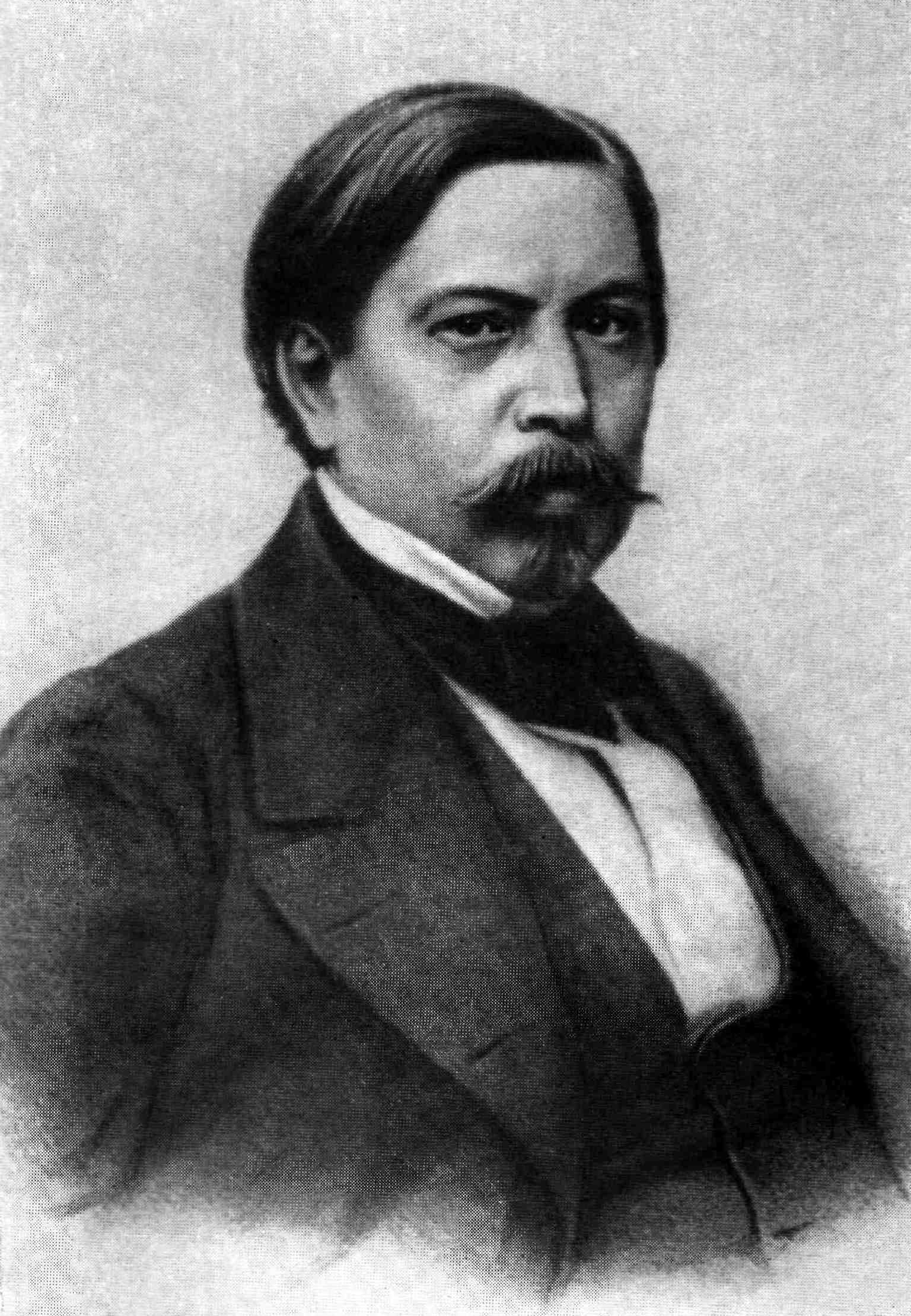
П. В. Анненков

Основы научной пушкинистики заложили П. В. Анненков, автор первой обширной биографии и составитель первого критически подготовленного собрания сочинений Пушкина, и П. И. Бартенев, собравший большое количество свидетельств современников о поэте. В 1880—1900-е годы появляются новые биографии Пушкина (В. Я. Стоюнин, А. И. Незелёнов, В. В. Сиповский, А. Н. Шимановский), исследуются рукописи Пушкина, выходят новые издания его сочинений (В. Е. Якушкин, П. О. Морозов, В. И. Саитов, И. А. Шляпкин).

## Развитие пушкинистики в XX веке

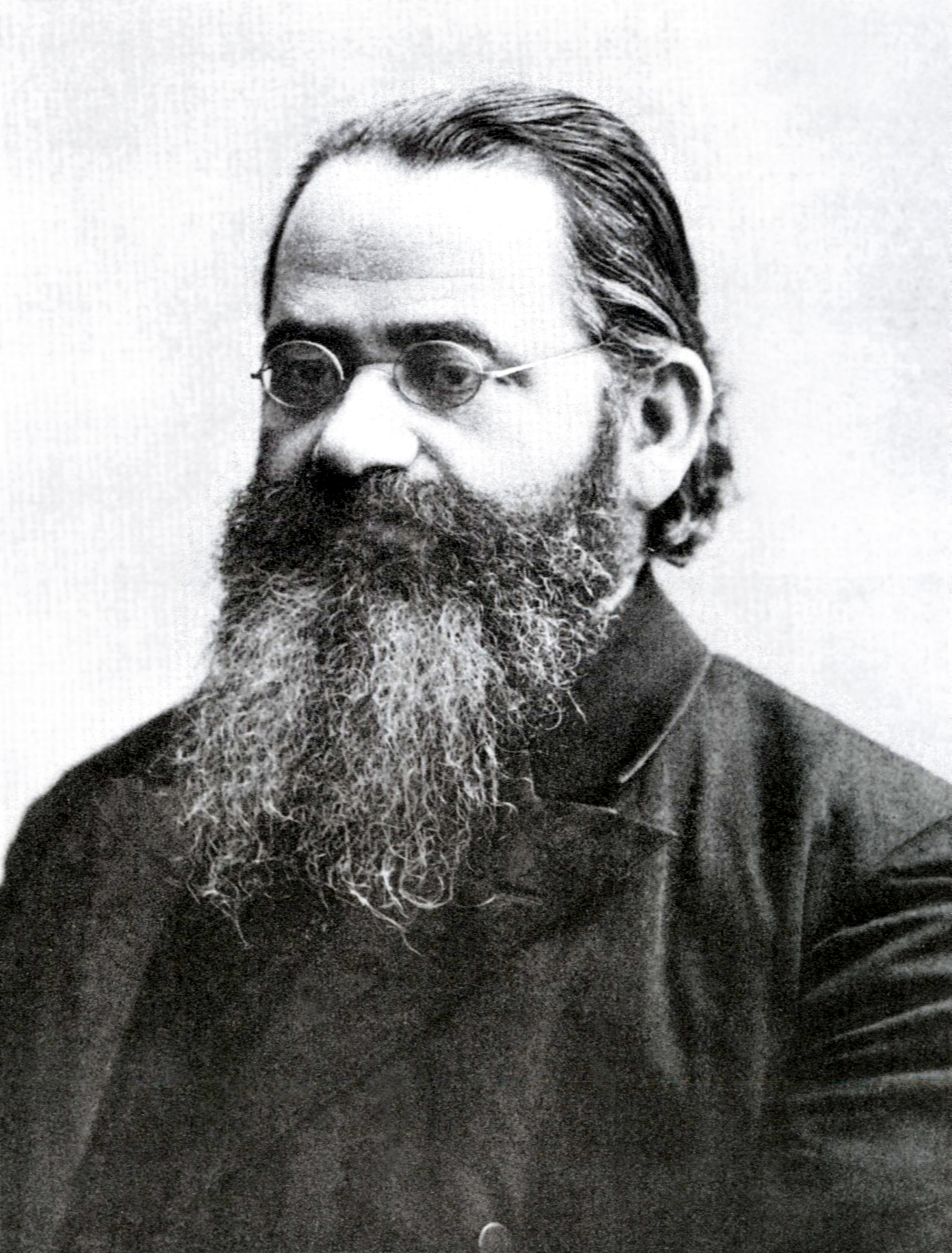
С. А. Венгеров

Принципиальные события для русской пушкинистики происходят в 1900-е гг., когда появляется издание «Пушкин и его современники» (1903), Пушкинский дом Академии наук (1905), после приобретения в собственность государства начинается изучение сохранившейся личной библиотеки поэта (1906), с 1908 года функционирует в Петербурге Пушкинский семинарий С. А. Венгерова. В это время выдвигаются такие исследователи, как Б. Л. Модзалевский, П. Е. Щёголев, Н. О. Лернер, М. А. Цявловский. В венгеровском семинарии получили подготовку такие заметные пушкинисты 1890-х годов рождения, как Ю. Н. Тынянов, С. М. Бонди, Н. В. Измайлов, Ю. Г. Оксман, В. М. Жирмунский.
Значительную роль в научной пушкинистике сыграли русские поэты Серебряного века — В. Я. Брюсов, В. Ф. Ходасевич, А. А. Ахматова.

## Советский период
В 1920-е годы выдвигается поколение основателей классической советской пушкинистики — Б. В. Томашевский, В. В. Виноградов, Г. О. Винокур, Д. Д. Благой. Они обращали особое внимание на «сравнительно-историческое» изучение Пушкина, при этом большое влияние на пушкинистику этого периода оказал русский формализм. В 1930—1950-е годы советская пушкинистика была значительно социологизирована и политизирована по условиям времени либо вовсе обходила идеологию Пушкина, однако дала ряд фундаментальных филологических достижений (в области текстологии, изучения стиля Пушкина, составления словаря языка Пушкина). Основным достижением периода стало академическое юбилейное Полное собрание сочинений Пушкина (1937—1949), вышедшее без комментариев (кроме текстологических) по личному распоряжению Сталина.
Новое обращение к вопросам поэтики, идеологии и философии Пушкина дало важные результаты в 1960—1980-е годы (Л. Я. Гинзбург, Ю. М. Лотман, В. Э. Вацуро и др.)

## Пушкинистика за рубежом
Пушкинистика за рубежом начинается уже вскоре после смерти поэта, с обширных некрологов-биографий Ф. А. Лёве-Веймара, К. А. Фарнгагена фон Энзе, Адама Мицкевича, Проспера Мериме (некоторые из них знали Пушкина лично). Крупную биографию Пушкина издал француз Эме Оман (1911). Заметный вклад в пушкинистику XX века внесли такие слависты, как польский учёный Вацлав Ледницкий, итальянец Этторе Ло Гатто, француз Андре Мазон, американцы Уолтер Викери и Томас Шоу, англичанин Джон Бейли. Из русских эмигрантов надо отметить известных литературоведов Всеволода Сечкарёва и Дмитрия Чижевского, Дмитрия Святополк-Мирского; ставшего французским писателем Льва Тарасова (Анри Труайя), автора обширной биографии Пушкина; в свой американский период пушкинистикой много занимался Владимир Набоков, преподававший в университетах и издавший объёмный комментарий к «Евгению Онегину»; значительна пушкинистика Романа Якобсона и его американских учеников. Исследованиям также подвергались находящиеся за рубежом материалы, связанные с Пушкиным и его семьёй (архивы Дантесов, Фризенгофов, Тургеневых, материалы посольств и дипмиссий и др.).

## Музыковедческая пушкинистика
Начало музыковедческой пушкинистике положили работы М. М. Иванова «Пушкин в музыке» (Спб., 1899) и С. К. Булича «Пушкин и русская музыка» (СПб., 1900). Впоследствии появлялись всё новые публикации; этапными стали книги: И. Эйгес «Музыка в жизни и творчестве Пушкина» (1937), В. Яковлев «Пушкин и музыка» (1949), А. Глумов «Музыкальный мир Пушкина» (1950). А. Цукер. Драматургия Пушкина в русской оперной классике (2010).

## Философская пушкинистика

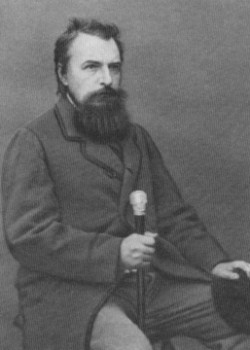
А. А. Григорьев, автор слов «Пушкин — наше всё»

Наряду с научной пушкинистикой значительную роль в истории русской мысли имеет художественно-философское осмысление личности Пушкина и его творчества в контексте русской культуры, конструирование своеобразного «пушкинского мифа» (или даже нескольких «мифов», в зависимости от позиции автора). Его начал ещё при жизни Пушкина Н. В. Гоголь в 1832 году, далее со своими эссе о Пушкине выступали В. Ф. Одоевский, А. А. Григорьев, Ф. М. Достоевский, Д. С. Мережковский, В. С. Соловьёв, М. О. Гершензон, С. Л. Франк, И. А. Ильин, Г. П. Федотов и другие.

### Сборники
- Легенды и мифы о Пушкине: Сборник статей / Под ред. к. ф. н. M. Н. Виролайнен [Институт русской   литературы (Пушкинский Дом) РАН.].  —  Изд. 2-е, испр. — СПб.: Гуманитарное  агентство «Академический  проект», 1995. — 352 с. — ISBN  5-7331-0051-6.
- Памяти Пушкина: Науч.-лит. сб., сост. профессорами и преподавателями Ун-та св. Владимира / [Под ред. проф. В. С. Иконникова]. — Киев: тип. Ун-та св. Владимира, 1899. — [4], X, 298, 99 с., 1 л. фронт. (грав. тит. л.), 15 л. ил.
- Подделка «Русалки» Пушкина: Сб. ст. и заметок П. И. Бартенева, В. П. Буренина, С. Долгова... и др. / Сост. А. С. Суворин. — Санкт-Петербург: А. С. Суворин, 1900. — [4], 284 с.
- Пушкин. 1833 год: [Сборник статей]. — [Ленинград]: Пушкинское о-во, 1933. — 77, 2 с., 3 вкл. л. ил., портр., факс. — (Последние годы творчества Пушкина. 1833—1837/ Пушкинское о-во; Вып. 1).
- Пушкин. 1834 год: [Сборник статей]. — Ленинград: Пушкинское о-во, 1934. —169, [3] с. — (Последние годы творчества Пушкина. 1833—1837/ Пушкинское о-во; Вып. 2).
- Пушкин в воспоминаниях и рассказах современников / Ред., вступ. статья и прим. С. Я. Гессена. — Ленинград: Гослитиздат, 1936 (тип. «Печ. двор» им. А. М. Горького и тип. арт. «Печатня»). — Переплет, 632, [3] с.
- Пушкин в кругу современников / Тартуский университет, отделение славистики, кафедра русской литературы; [ответственные редакторы Роман Лейбов, Никита Охотин]. — Tartu: University of Tartu Press, 2019. — 385, [3] с. — (Acta slavica Estonica, ISSN 22282335; 11) (Пушкинские чтения в Тарту, ISSN 17362318; 6, 1). — ISBN 9789949032433
- Пушкин в мировой литературе: Сборник статей. — Л.: Государственное издательство, 1926. — 419 с.
- А. С. Пушкин: 1837—1937: [Сборник статей]. — Москва : Учпедгиз, 1937 (18 тип. треста «Полиграфкнига»). — 246, [2] с.
- Пушкин в странах зарубежного Востока. Сборник статей. — М.: Главная редакция восточной литературы издательства «Наука», 1979. — 230 с.
- Пушкин и искусство: Сборник статей. — Ленинград; Москва: Искусство, 1937. — 216 с.: ил.

### Пушкинистика русского зарубежья
- Баневич М. Добро и красота поэзии Пушкина. — Каунас: Изд. Пушкинского Комитета в Литве, 1937. — 16 с.
- Бем А. Л. О Пушкине: статьи. — Ужгород: Письмена, 1937. — 111 с.
- Бицилли П. М. Этюды о русской поэзии: Эволюция русского стиха. Поэзия Пушкина. Место Лермонтова в истории русской поэзии / П. М. Бицилли; Вступит. статья автора. — Прага: Пламя, 1926 (Прага: Легиография). — 284 с.
- Бурцев В. Л. Как Пушкин хотел издать «Евгения Онегина» и как издал. — Париж: Oreste Zeluk, 1934. — 61 с.
- Гинс Г. К. Пушкин и русское национальное самопознание.1837—1937. — Харбин, изд. «Россия и Пушкин», 1937. — XVIII, 70 с.
- Гинс Г. Столетие со дня смерти А.С.Пушкина (1837—1937) // Россия и Пушкин: Сб. статей. 1837—1937. — Харбин, 1937. — С. VIII.
- Гофман М. K. Психология творчества Пушкина. Вторая глава науки о Пушкине. — Париж, J. Povolozky and C°, 1928. — 219 с.
- Митрополит  Анастасий. Пушкин в его отношении к религии и Православной Церкви. — Нови Сад: «Церковная Жизнь», 1939. — 40 с.
- Набоков В. В. Комментарий к роману А. С. Пушкина «Евгений Онегин»/ / Владимир Набоков; Пер. с англ. [Е. М. Видре]. — СПб.: Искусство-СПБ: Набоковский фонд, [1998]. — 924, [1] с.

### Зарубежная пушкинистика
- Паперно И. Пушкин в жизни человека Серебряного века // Cultural Mythologies of Russian Modernism: California Slavic Studies. XV. Berkeley, 1992.
- Витале, Серена. Пуговица Пушкина: Пер. с англ. — Калининград: Янтар. сказ, 2000. — 418 с. — ISBN 5-7406-0245-9
- Brang P. Puskin und Krjukov Zur Entstehungsgeschichte der Kapitanskaja Dočka. Berlin, 1957. — 95 s.
- Gourdin, Henri. Alexandre Sergueïevitch Pouchkine: Biographie / Henri Gourdin; Préf. de Efim Etkind. — Paris: Éd. de Paris, 1999. — 268, [1] с. — (Essais et documents). — ISBN 2-905291-82-6